# Toga (eiland)

Toga is een eiland in Vanuatu. Het is 14 km² groot en het hoogste punt is 240 meter. Er komen slechts drie zoogdieren voor, de vleermuizen Tongavleerhond (Pteropus tonganus), Hipposideros cervinus en Miniopterus australis.